# Château Jacquesson
Le château de Jacquesson  est un château français du XIXe siècle situé dans la commune de Châlons-en-Champagne, au 116 avenue de Paris construit sur des plans de Viollet le Duc.

## Histoire
Issu d'une famille qui a fait sa fortune dans le Champagne, Eugène Jacquesson décide de faire construire une résidence en face de son entreprise, Jacquesson & Fils.

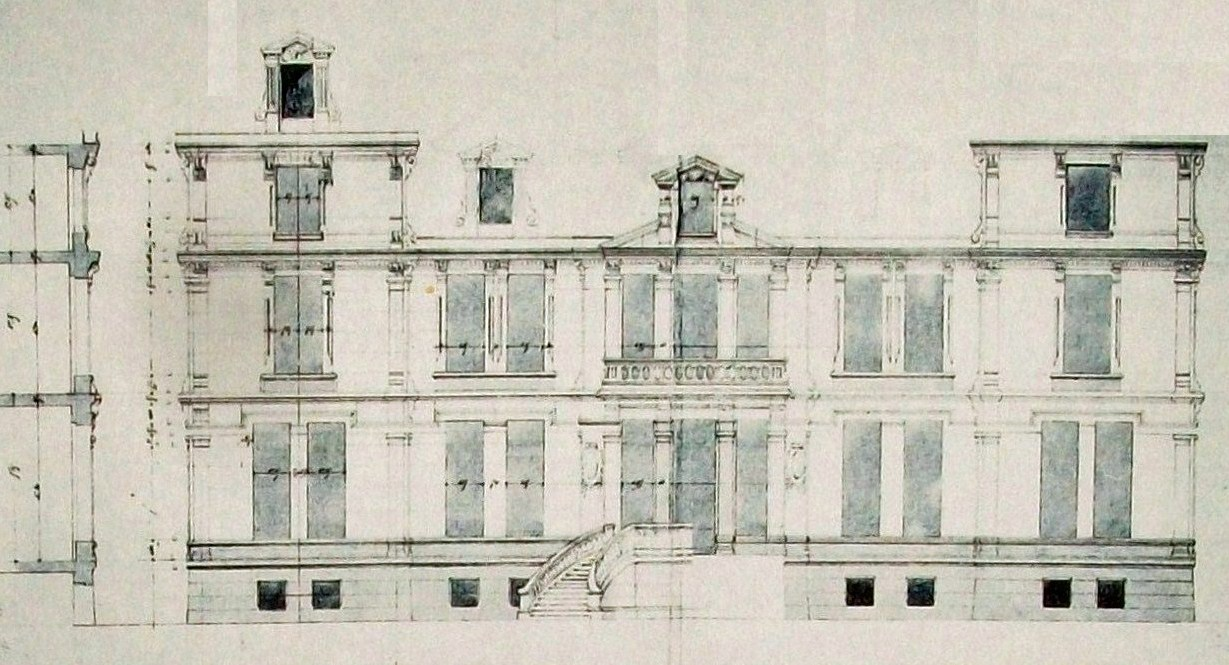
Le plan de Viollet Le Duc.

Le château fut construit, entre 1863 et 1866, sur des plans de l'architecte Viollet Le Duc. Il est composé d'une aile centrale avec deux courtes ailes à angle droit. Il est bâti avec des pierres de Savonnière et d'Euville. Il est inscrit au titre de monument historique depuis 1980. C'est actuellement un bâtiment d'habitation qui regroupe plusieurs cellules.